# Mont-Lozère-et-Goulet
Mont-Lozère-et-Goulet es una comuna nueva francesa situada en el departamento de Lozère, de la región de Occitania.

## Historia
Fue creada el 1 de enero de 2017, en aplicación de una resolución del prefecto de Lozère de 23 de mayo de 2016 con la unión de las comunas de Bagnols-les-Bains, Belvezet, Chasseradès, Le Bleymard, Mas-d'Orcières y Saint-Julien-du-Tournel, pasando a estar el ayuntamiento en la antigua comuna de Le Bleymard.

## Demografía
| Gráfica de evolución demográfica de Mont-Lozère-et-Goulet entre 1800 y 2014 |
|                                                                             |

Los datos entre 1800 y 2013 son el resultado de sumar los parciales de las seis comunas que forman la nueva comuna de Mont-Lozère-et-Goulet, cuyos datos se han cogido de 1800 a 1999, para las comunas de Bagnols-les-Bains, Belvezet, Chasseradès, Le Bleymard, Mas-d'Orcières y Saint-Julien-du-Tournel de la página francesa EHESS/Cassini. Los demás datos se han cogido de la página del INSEE.

## Composición
| Comuna delegada         | Código INSEE | Población (2013) | Superficie (km²) | Densidad (hab./km²) |
| ----------------------- | ------------ | ---------------- | ---------------- | ------------------- |
| Bagnols-les-Bains       | 48014        | 218              | 2.40             | 91                  |
| Belvezet                | 48023        | 91               | 12.39            | 7                   |
| Chasseradès             | 48040        | 146              | 61.93            | 2                   |
| Le Bleymard             | 48027        | 377              | 16.36            | 23                  |
| Mas-d'Orcieres          | 48093        | 119              | 36.56            | 3                   |
| Saint-Julien-du-Tournel | 48164        | 119              | 36.57            | 3                   |